# Australian Ice Hockey League 2010
Sezóna 2010 byla jedenáctou sezónou Australian Ice Hockey League, nejvyšší soutěže v ledním hokeji v Austrálii. Hrála se od 24. dubna 2010 do 22. srpna 2010.  Finálový turnaj o Goodall Cup se uskutečnil 28. a 29. srpna 2010 na stadiónu Medibank Icehouse v Melbourne. 
Soutěže se účastnilo sedm týmů, každý odehrál 24 utkání, nejlepší čtyři týmy postoupily do závěrečného turnaje, ve kterém se semifinále i finále hrálo na jedno vítězné utkání. 
Celkovým vítězem se stal tým Melbourne Ice, pro něž to byl premiérový titul. 

## Základní část
| Poř. | Tým                     | Z  | V  | VP | PP | P  | VG  | OG  | B  |
| ---- | ----------------------- | -- | -- | -- | -- | -- | --- | --- | -- |
| 1.   | Newcastle North Stars   | 24 | 14 | 7  | 1  | 2  | 131 | 74  | 57 |
| 2.   | Melbourne Ice           | 24 | 15 | 3  | 1  | 5  | 122 | 65  | 52 |
| 3.   | Sydney Bears            | 24 | 12 | 1  | 3  | 8  | 82  | 90  | 41 |
| 4.   | Adelaide Adrenaline     | 24 | 8  | 5  | 5  | 6  | 107 | 92  | 39 |
| 5.   | Gold Coast Blue Tongues | 24 | 9  | 1  | 1  | 13 | 84  | 107 | 30 |
| 6.   | Canberra Knights        | 24 | 5  | 0  | 3  | 16 | 79  | 131 | 18 |
| 7.   | Sydney Ice Dogs         | 24 | 4  | 0  | 3  | 17 | 74  | 120 | 15 |

## Play-off
Semifinále
- Newcastle North Stars - Adelaide Adrenaline 6-7 (2–4, 0–2, 4–1)
- Melbourne Ice - Sydney Bears 2-1 (0–1, 0–0, 2–0)

Finále
- Melbourne Ice - Adelaide Adrenaline 6-4 (2-2, 2-1, 2-1)

## Individuální statistiky
Kanadské bodování
| Hráč              | Tým                     | U  | G  | A  | B  | TM |
| ----------------- | ----------------------- | -- | -- | -- | -- | -- |
| Peter Cartwright  | Newcastle North Stars   | 25 | 41 | 47 | 88 | 24 |
| Brian Bales       | Newcastle North Stars   | 25 | 33 | 54 | 87 | 28 |
| Blair Tassone     | Newcastle North Stars   | 25 | 22 | 40 | 62 | 82 |
| Greg Oddy         | Adelaide Adrenaline     | 26 | 19 | 29 | 48 | 18 |
| Mike McRae        | Gold Coast Blue Tongues | 23 | 17 | 19 | 46 | 87 |
| Liliam Webster    | Melbourne Ice           | 26 | 24 | 22 | 46 | 95 |
| Jason Baclig      | Melbourne Ice           | 23 | 25 | 20 | 45 | 10 |
| Cameron Dion      | Adelaide Adrenaline     | 24 | 20 | 24 | 44 | 67 |
| Dallas Costanzo   | Gold Coast Blue Tongues | 23 | 18 | 26 | 44 | 63 |
| Matthew Armstrong | Melbourne Ice           | 24 | 16 | 28 | 44 | 66 |

Legenda
- U - odehraná utkání
- G - vstřelené góly
- A - asistence
- B - body podle kanadského bodování (G+A)
- TM - trestné minuty

Statistika brankářů
| Hráč             | Tým                     | MIN     | SB  | GA | GP   | %Ú   | SO |
| ---------------- | ----------------------- | ------- | --- | -- | ---- | ---- | -- |
| Matt Ezzy        | Newcastle North Stars   | 1023:00 | 763 | 69 | 3.04 | 91.0 | 2  |
| Nick Boucher     | Sydney Bears            | 793:10  | 534 | 49 | 2.78 | 90.8 | 2  |
| Reese Kalleitner | Gold Coast Blue Tongues | 393:15  | 336 | 36 | 4.12 | 89.3 | 0  |
| Stuart Denman    | Melbourne Ice           | 1020:00 | 518 | 60 | 2.65 | 88.4 | 2  |
| Olivier Martin   | Adelaide Adrenaline     | 921:00  | 566 | 73 | 3.57 | 87.1 | 0  |

Legenda
- MIN - odchytané minuty a sekundy
- SB - střely na branku
- GA - obdržené góly
- GP - průměr obdržených gólů na utkání
- %Ú - procento úspěšnosti zákroků
- SO - shotout (utkání bez inkasovaného gólu)